# ليفينغستون (غرب لوثيان)
ليفينغستون هي بلدة تقع في غرب لوثيان،إسكتلندا.